# Polne (gromada)
Polne – dawna gromada, czyli najmniejsza jednostka podziału terytorialnego Polskiej Rzeczypospolitej Ludowej w latach 1954–1972.
Gromady, z gromadzkimi radami narodowymi (GRN) jako organami władzy najniższego stopnia na wsi, funkcjonowały od reformy reorganizującej administrację wiejską przeprowadzonej jesienią 1954 do momentu ich zniesienia z dniem 1 stycznia 1973, tym samym wypierając organizację gminną w latach 1954–1972.
Gromadę Polne z siedzibą GRN w Polnem utworzono – jako jedną z 8759 gromad na obszarze Polski – w powiecie szczecineckim w woj. koszalińskim na mocy uchwały nr 43/54 WRN w Koszalinie z dnia 5 października 1954. W skład jednostki weszły obszary dotychczasowych gromad Polne, Chłopowo i Czarne Wielkie ze zniesionej gminy Kluczewo, obszary dotychczasowych gromad Komorze i Sikory ze zniesionej gminy Łubowo oraz obszar dotychczasowej gromady Tarmno ze zniesionej gminy Barwice w tymże powiecie. Dla gromady ustalono 15 członków gromadzkiej rady narodowej.
1 stycznia 1958 z gromady Polne wyłączono wieś Sikory, włączając ją do nowo utworzonej gromady Czaplinek w tymże powiecie.
31 grudnia 1968 z gromady Polne wyłączono: a) obszar gruntów PGR Tarmno, włączając go do gromady Barwice; b) wieś Komorze, włączając ją do gromady Łubowo – w tymże powiecie, po czym gromadę Polne zniesiono, a jej (pozostały) obszar włączono do gromady Kluczewo tamże.